# Furcifer antimena
Espèce
Synonymes
- Chamaeleo antimena Grandidier, 1872
- Chamaeleon rhinoceratus lineatus 
Methuen & Hewitt, 1913

Statut de conservation UICN

 VU B1ab(iii) : Vulnérable
Statut CITES
Furcifer antimena est une espèce de sauriens de la famille des Chamaeleonidae.

## Répartition
Cette espèce est endémique du Sud-Ouest de Madagascar.

## Publication originale
- Grandidier, 1872 : Descriptions de quelques Reptiles nouveaux découverts à Madagascar en 1870. Annales des sciences naturelles-zoologie et biologie animale, ser. 5, vol. 15, n. 22, p. 6-11 (texte intégral).